# Dušan Sninský
Dušan Sninský (* 7. července 1977 Michalovce) je slovenský fotbalista a rodák z Michalovců.
Prvním zahraničním klubem pro něj byl český FK Drnovice. Do Artmedie Bratislava přišel z druhého zahraničního angažmá v polském Dyskobolii Grodzisk. Zde hrál za B-tým Artmedie jako kapitán, poté si zahrál i za A-tým, s kterým odcestoval do Jerevanu na zápas Poháru UEFA. Dále působil ve Spartaku Trnava, FK Slavoj Trebišov, Zemplín Michalovce, FK LAFC Lučenec.

## Úspěchy
- tři tituly mistra slovenské ligy v dresu MŠK Žilina
- vicemistr polské ligy v dresu Dyskobolie Grodzisk